# Charles Addams
Charles Addams (anglès: Charles Samuel Addams)  (Westfield, 7 de gener de 1912 - St. Clare's Hospital, 29 de setembre de 1988) va ser un autor estatunidenc de còmics, conegut pel seu humor negre i personatges macabres.
És sobretot l'autor de «The Addams Family» (la família Addams) - que és la font de dues sèries d'animació - tres pel·lícules, un musical de Broadway i dues sèries de televisió.

## Biografia
Charles Samuel Addams va néixer a Westfield, Nova Jersey, Estats Units. Va ser fill de Grace M. (de soltera Spears) i Charles Huy Addams.
Va estudiar a la Universitat de Pennsilvània a Filadèlfia. Es va inspirar en l'arquitectura del «College Hall» per dibuixar el solar de la família Addams.
Va morir el 29 de setembre de 1988 al St. Clare's Hospital and Health Center, Nova York, després d'un atac de cor.

## Homenatge
El 7 de gener de 2012, a l'ocasió del centenari de l'artista, s'ha creat en el seu honor un Google Doodle personalitzat del seu univers.

## Cartoons
Addams ha dibuixat més de 1.300 cartoons durant la seva vida, la majoria publicats a la revista New Yorker.

## Publicacions
- Drawn and Quartered (1942)
- Addams and Evil (1947)
- Afternoon in the Attic (1950)
- Monster Rally (1950)
- Homebodies (1954)
- Nightcrawlers (1957)
- Dear Dead Days (1959)
- Black Maria (1960)
- Drawn and Quartered (1962)
- The Groaning Board (1964)
- The Chas Addams Mother Goose (1967)
- My Crowd (1970)
- Favorite Haunts (1976)
- Creature Comforts, (1981)
- The World of Charles Addams (1991, pòstum)
- Half - Baked Cookboo (2005, pòstum): una antologia de dibuixos
- Happily Ever After: A Collection of Cartoons to Chill the Heart of Your Loved One (2006, pòstum): una antologia de dibuixos
- The Addams Family: An Evilution (2010, pòstum)